# (6548) 1988 BO4
A (6548) 1988 BO4 a Naprendszer kisbolygóövében található aszteroida. Henri Debehogne fedezte fel 1988. január 22-én.